# Hemipenthes minas
Hemipenthes minas är en tvåvingeart som först beskrevs av Macquart 1848.  Hemipenthes minas ingår i släktet Hemipenthes och familjen svävflugor. Inga underarter finns listade i Catalogue of Life.